# BYD F6
La BYD F6 est une berline du constructeur automobile chinois BYD. Commercialisée à partir de 2008 en Chine, elle atteint les 50 000 ventes en 2009. 